# Tabaluga – Der Film
Tabaluga – Der Film ist ein 3D-Animationsfilm zur gleichnamigen Fernsehserie, der am 6. Dezember 2018 in den deutschen Kinos anlief. Die Idee zum Film kam von Musiker Peter Maffay und Produzent Helge Sasse. Der Film erzählt die Geschichte des Drachen Tabaluga, der von Bully und Kolk aufgezogen wird und sich auf die Suche nach dem Feuer machen soll.

## Beschreibung
Der Drache Tabaluga lebt mit seinem besten Freund, dem Marienkäfer Bully, und seinem Ziehvater, dem Raben Kolk, in Grünland. Er hat ein Problem: Er kann nicht richtig fliegen, kein Feuer spucken und wird nie ein richtiger Drache sein, weshalb ihn die anderen Grünländer nicht recht ernst nehmen. Eines Tages stoßen er und Bully an einem Hinkelstein auf eine Schrift, die die Worte Tabaluga, Feuer und Eisland enthält. Davon inspiriert machen sich die Freunde in die Eiswelt auf, um nach seinem Feuer zu suchen, was eigentlich verboten ist, da alle Eisländer gefährlich sind. Zuerst treffen sie jedoch die wunderschöne Eisprinzessin Lilli und Tabaluga wird von ihr magisch angezogen. Sie lernen auch den Eisbären Limbo kennen und bemerken, dass die jeweils voneinander existierenden Gerüchte nicht stimmen. Lilli möchte ihm Arktos, den Herrscher von Eisland vorstellen, da sie meint, dass er Tabaluga helfen kann. Tatsächlich zeigt sich Arktos, ein Schneemann, erfreut darüber, den letzten Drachen kennenzulernen und lädt ihn in seinen Palast ein, um ihm sein Feuer zu geben. Allerdings führt Arktos ihn allein zu einer Eisspalte, in der Tabaluga sämtliche verschwundene Drachen erfroren liegen sieht. Tabaluga erkennt, dass Arktos seine Eltern getötet hat und nun dasselbe mit ihm vorhat, um den letzten, der ihm gefährlich werden könnte, zu beseitigen. Glücklicherweise gelingt es Lilli, die von Arktos einzig zu dem Zweck Tabaluga anzulocken und in seine Gewalt zu bringen erschaffen wurde, zusammen mit Bully, während Limbo Arktos ablenkt, zu dem bereits eingefrorenen Tabaluga zu gelangen und ihn durch wahre Gefühle wieder aufzutauen. Im Angesicht der gewaltigen Gefahr und durch Lillis Vertrauen in seine Kräfte wachsen seine Flügel erstmals auf, sodass er richtig fliegen und sie nach Grünland retten kann, wohin Arktos ihnen versucht zu folgen, in der Sonne aber beginnt zu schmelzen und sich vorerst zurückziehen muss.
In Grünland gelingt es den drei Freunden zu zeigen, dass auch die Eisländer freundliche Wesen sind, als Limbo auftaucht und verkündet, dass Arktos behauptet, dass Tabaluga Lilli entführt hat, um sein Volk zum Krieg gegen Grünland zu führen. Lilli möchte zurückkehren, um das Volk Eislands über Arktos wahren Charakter aufzuklären, der sie alle über Grünland belogen hat, um besagten Krieg zu verhindern. Allerdings will Tabaluga sie nicht allein gehen lassen; zudem machen ihm einige Grünländer Vorwürfe, dass er sie mit seiner Suche nach dem Feuer alle in Gefahr gebracht hat. Kolk gibt Tabaluga den Hinweis, dass die Schildkröte Nessaja ihm vielleicht sagen kann, wie er sein Feuer, das sie vor Arktos retten könnte, finden kann, was er nie zuvor gesagt hat, weil man Nessaja nur einmal im Leben besuchen darf. Als Tabaluga aufbrechen möchte, will Lilli ihm nicht folgen und ist absichtlich schnippisch und herablassend, damit sie in der Zwischenzeit nur mit Limbo nach Eisland zurückkehren kann, was Tabaluga nie zulassen würde. Arktos’ Armee ist bereits damit beschäftigt die Grenzen Eislands auszudehnen, wobei Lilli prompt entdeckt und gefangen genommen wird. Arktos fixiert sie in seinem Palast, um sie als Lockvogel für Tabaluga zu benutzen. Dieser ist inzwischen enttäuscht aus den Sümpfen Nessajas zurückgekehrt, da er ihre rätselhafte Sprechweise nicht versteht, dass sein Feuer in ihm ist, als Bully, der Lilli und Limbo belauscht hat, ihm erklärt, was sie damit bezweckt hat. Nachdem sich Tabaluga von Kolk verabschiedet hat, eilt er nach Eisland, wo er Lilli zwar findet, aber in Arktos Falle läuft. Sich am Ziel wähnend will Arktos zuerst Lilli vernichten, wobei Tabaluga im Angesicht der Bedrohung seiner Freundin es schafft Flammen zu erzeugen und seine Freunde zu verteidigen. Durch den Kampf der Elemente stürzt jedoch der Palast ein. Ganz Eisland kommt zusammen und wird Zeuge, wie Arktos seinen wahren Charakter zeigt und Tabaluga, der Lilli für unter den Trümmern gegraben hält und dadurch deutlich geschwächt ist, umbringen will. Da tauchen Lilli und Limbo auf und reißen Arktos seinen Hut vom Kopf, womit er seine Sicht verliert. Tabaluga schöpft neue Kraft und schmilzt Arktos so klein zusammen, dass er ungefährlich ist. Sein ganzes Volk gegen sich habend muss er sich geschlagen geben, während Grünlander und Eisländer sich in ihren nun ungetrennten Reichen gegenseitig besuchen und wunderbar verstehen.

## Hintergrund
Der Soundtrack des Films besteht aus 13 Liedern.
Der Film entstand in München und Hamburg.
Zum Film erschienen ist ein Hörbuch.
Mitte Mai 2019 wurde im Rahmen der Internationalen Filmfestspiele von Cannes bekannt, dass sich Viva Pictures Distribution die Vertriebsrechte für die USA und Kanada und die Yellow Mountain Studios die Rechte für China sicherten. Ein Kinostart fand zur gleichen Zeit Ende 2019 statt. Die dafür erstellte, englische Synchronfassung entstand in Kanada.